# 陆孜
陸孜（？—？），明朝政治人物。
陸孜於正統七年（1442年）任興化府知府，正統十二年（1447年）卒，由胡琛接任。